# Ecuador en los Juegos Bolivarianos de Playa de Iquique 2016
Ecuador participó en los Juegos Bolivarianos de Playa de Iquique 2016 que tuvieron lugar del 24 de noviembre al 3 de diciembre de 2016 en Iquique, Chile, y fueron la tercera edición de los Juegos Bolivarianos de Playa. Envió a un total de noventa y un atletas quienes compitieron en un total de trece deportes. El país ganó un total de 31 medallas que incluyen 8 de oro, 14 de plata y 9 de bronce.

## Medallas
| N.º   | Deporte                    | Oro | Plata | Bronce | Total |
| ----- | -------------------------- | --- | ----- | ------ | ----- |
| 1     | Surf                       | 3   | 3     | 0      | 6     |
| 2     | Natación en aguas abiertas | 2   | 4     | 1      | 7     |
| 3     | Triatlón                   | 2   | 1     | 1      | 4     |
| 4     | Canotaje                   | 1   | 3     | 2      | 6     |
| 5     | Tenis de playa             | 0   | 1     | 2      | 3     |
| 6     | Esquí náutico              | 0   | 1     | 1      | 2     |
| 7     | Velas                      | 0   | 1     | 0      | 1     |
| 8     | Balonmano de playa         | 0   | 0     | 1      | 1     |
| 8     | Remo                       | 0   | 0     | 1      | 1     |
| Total | Total                      | 8   | 14    | 9      | 31    |